# Mongui
Los monguis, monquis o monguíes, fueron un pueblo indígena que habitó en el centro de la península de California, México. De tradición nómada, el territorio del pueblo mongui se ubicaba en las inmediaciones de la actual ciudad de Loreto, en el estado mexicano de Baja California Sur. En ese punto, los jesuitas fundaron la segunda misión evangelizadora en la península californiana en el sitio que los indígenas llamaban Conchó.

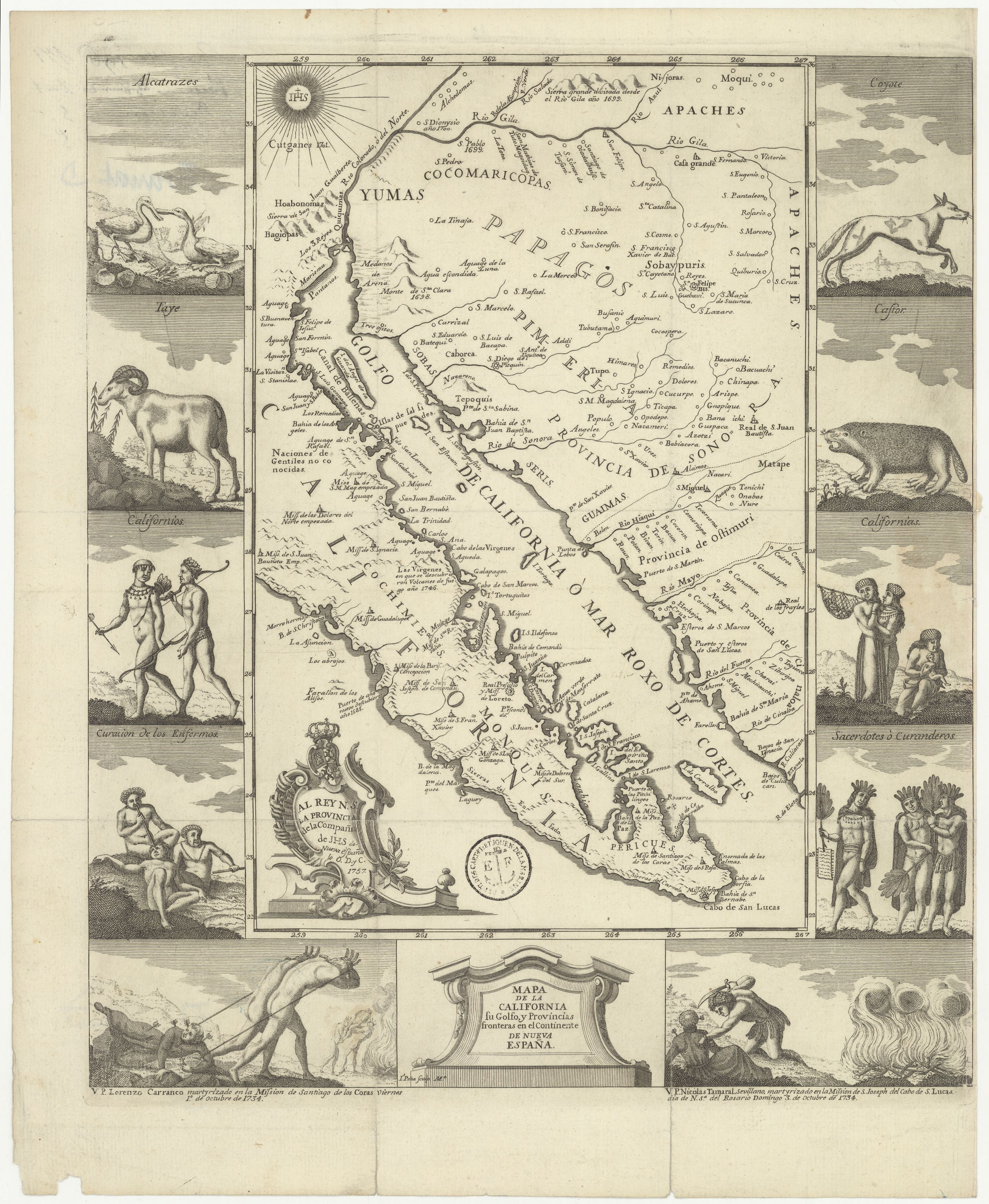
Identificación del pueblo indígena en el mapa realizado por el Padre Kino

## Historia
El jesuita tirolés Eusebio Francisco Kino, en compañía del almirante Isidro Atondo y Antillón, habían intentado infructuosamente establecer una primera misión evangelizadora que llevó el nombre de San Bruno. El establecimiento permaneció en servicio entre los años 1683 y 1685 (Bolton 1936). La primera misión permanente en la Vieja California fue fundada en 1697 por Juan María de Salvatierra, en el área que los monguíes conocían como Conchó.

Por desgracia para los historiadores, en contraste con otros de sus compañeros jesuitas, los padres Eusebio Kino y Juan María de Salvatierra incluyeron muy pocas referencias sobre los indígenas en sus notas y comunicados. Buena parte de lo que se sabe en la actualidad sobre los monguis proviene de los relatos de exploradores incidentales que mantuvieron contacto con ese pueblo, así como a los trabajos del historiador jesuita Miguel Venegas (1757, 1979). 

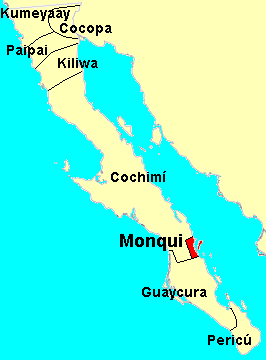
Localización del territorio histórico de los monguí, en la península de California.

## Manifestaciones culturales
Los monguis fueron un pueblo cazador-recolector que obtenía la mayor parte de sus bienes de subsistencia de las costas del golfo de California, así como de la Sierra de la Giganta, que forma parte del sistema conocido como Sierra de California y marcaba el límite occidental de su territorio. Desconocían la agricultura, la alfarería y la metalurgia. Estaban organizados en comunidades autónomas que constantemente peleaban entre sí. 

La cultura tradicional de los monguíes desapareció probablemente antes del siglo XVIII, bajo el impacto del proceso de aculturación iniciado por las misiones católicas, así como por la declinación demográfica debida a la propagación de enfermedades nativas del Viejo Mundo que llegaron con los colonos españoles.

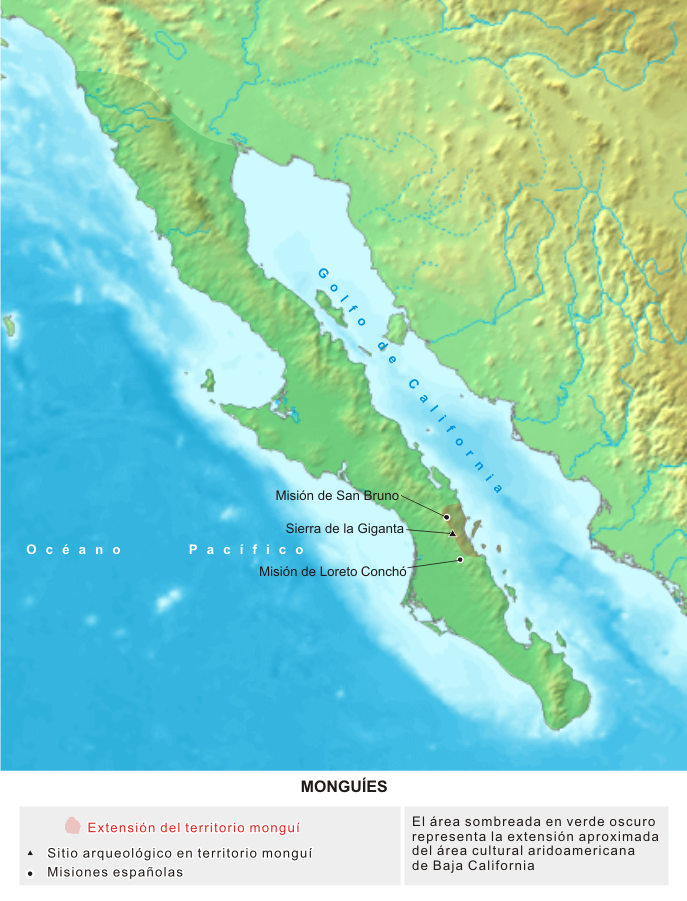
Mapa físico del territorio monguí

## Lengua
El estatus de filiación lingüística del idioma monguí es incierto. William C. Massey (1949) suponía que el pueblo hablaba una lengua yumano-cochimí o algún dialecto del cochimí propiamente dicho. Las revisiones contemporáneas de la escasa evidencia disponible apuntan a que probablemente hablaban una lengua independiente sin ninguna relación con el cochimí, misma que podría estar más bien relacionada con el idioma de sus vecinos meridionales, los guaicuras, aunque fuertes evidencias confirmarían que si es un dialecto por lo menos del cochimí (Laylander 1997, León-Portilla 1985).